# 우동측
우동측(禹東測, 1942년 8월 8일 ~ 2012년 4월)은 조선민주주의인민공화국의 정치인이다. 그는 조선민주주의인민공화국 국가안전보위부 제1차장이었으며, 조선로동당 중앙위원회 정치국 후보위원이었다.

## 경력
1942년 일제강점기 평안남도 평원군에서 태어났다. 김일성종합대학을 졸업한 후, 철학전문가 자격을 받았다. 당중앙위원회 지도원, 부과장, 국가안전보위부 국장과 부부장을 지냈다. 그리고 2009년 9월부터 현재까지 국가안전보위부 제1부부장으로 있다.
2010년 9월에 열린 조선로동당 대표회의에서 당중앙위원회 정치국 후보위원에 선임되었다.
2012년 이후로 모습이 보이지 않았는데, 당초 뇌졸중으로 퇴진한 것으로 알려졌으나 장성택의 주도로 숙청되어 권총자살한 것으로 뒤늦게
밝혀졌다.